# Bobby Lloyd
Robert E. Lloyd, detto Bobby (Upper Darby, 3 gennaio 1946), è un ex cestista statunitense, professionista nella ABA.

## Carriera
Venne selezionato dai Detroit Pistons al settimo giro del Draft NBA 1967 (69ª scelta assoluta).
In seguito è stato alla guida della filiale statunitense dell'azienda di videogiochi Data East.

## Palmarès
- NCAA AP All-America Second Team (1967)